# Trogia aplorutis
Trogia aplorutis är en svampart som först beskrevs av Jean François Montagne, och fick sitt nu gällande namn av Elias Fries 1836. Trogia aplorutis ingår i släktet Trogia och familjen Marasmiaceae.   Inga underarter finns listade i Catalogue of Life.